# Корнеєва Валентина Іванівна
Валенти́на Іва́нівна Корне́єва (нар. 10 липня 1929, Київ - 11 липня 2002, Київ) — українська архітекторка-реставраторка.

## Життєпис
1955 року закінчила Київський художній інститут.
Станом на 2001 рік — головна архітекторка проєктів інституту «Укрпроектреставрація».
Є авторкою та керівницею реставраційних робіт:
- 1967 — київської Кирилівської церкви,
- 1975 — бурси при Софіївському соборі,
- 1971—1988 — церкви Різдва і аркади на Дальніх печерах Києво-Печерської лаври,
- 1986 — Успенського собору у Харкові,
- 1989—1990 — монастиря босих кармелітів у Бердичеві,
- 1990 — київської Андріївської церкви.

Вийшли друком її роботи:
- 1979 — з Дегтярьовим, «Нове в історії та реставрації Андріївської церкви»,
- 1983 — з Дегтярьовим «Бурса Софійського монастиря в Києві»,
- 1996 — з Говденко М. М., «Києво-Печерська лавра: варіації на тему реставрації.»
- 1996 — «Андріївська церква у Києві: знахідки реставраторів»,
- 1996 — «Історія та реставраційні роботи монастиря-фортеці у Бердичеві Житомирської області»,
- 1996 — «Успенський собор у Харкові: дослідження та реставрація»,
- 1999 — з Дегтярьовим М. Г., «Андріївська церква»,